# Moskovski (district)
Pour les articles homonymes, voir Moskovski.
Moskovski (Московский) est un district municipal de Moscou situé dans le district administratif de Novomoskovski. 
Il comprend la ville de Moskovski, à laquelle a été ajouté :
- le village de Govorovo
- le domaine de l'institut de Poliomyélite
- le village de Kartmazovo
- le village de	Lapchinka
- le village de	Mechkovo
- le village de	Roumiantsevo
- le village de	Salarevo
- le domaine de la forêt d'Oulianovski

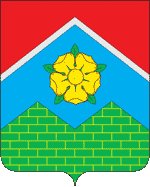
Armes du district
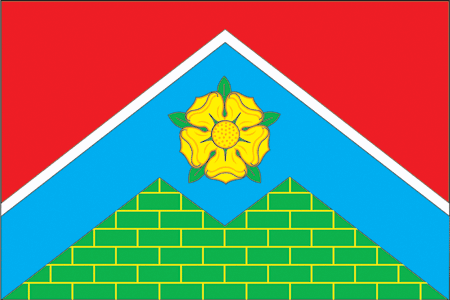
Drapeau du district